# الخاسعة (السدة)

تعديل مصدري - تعديل

الخاسعة هي إحدى قرى عزلة الأعماس بمديرية السدة التابعة لمحافظة إب، بلغ تعداد سكانها 401 نسمة حسب تعداد اليمن لعام 2004.